# Leptotes adamsoni
Leptotes adamsoni is een vlinder uit de familie van de Lycaenidae. Deze soort is voor het eerst wetenschappelijk beschreven door Steve Collins en Torben Larsen in een publicatie uit 1991.
De soort komt voor in Kenia en is ontdekt in Kora Nationaal Park in Tana River County.